# Kulung
Le kulung est une langue kiranti parlée principalement au Népal, au Sikkim et dans le district de Darjeeling, en Inde. Le nombre de locuteurs du kulung est estimé à environ 15 000, le dernier recensement népalais de 2001 en ayant compté 18 700.
Les dialectes du kulung comprennent le sotang (ou sot(t)aring), le mahakulung, le tamachhang, le pidisoi, le chhapkoa, le pelmung, le namlung et le khamb. Van Driem (2001) y inclut le chukwa, bien que les chukwas s'identifient au saam (en).
L'une des seules références sur le kulung est la grammaire publiée par Tolsma (2006).